# Schwetschkea fabronioides
Schwetschkea fabronioides är en bladmossart som beskrevs av Brotherus 1907. Schwetschkea fabronioides ingår i släktet Schwetschkea och familjen Leskeaceae. Inga underarter finns listade i Catalogue of Life.